# کورت هارنت
کورت هارنت (انگلیسی: Curt Harnett؛ زادهٔ ۱۴ مهٔ ۱۹۶۵) دوچرخه‌سوار اهل کانادا بود.
وی در مسابقات کشوری و بین‌المللی در مجموع برندهٔ ۱ مدال طلا، ۵ مدال نقره، ۳ مدال برنز شده‌است.